# Festival bunjevački’ pisama 2011.
Festival bunjevački’ pisama 2011. bio je jedanaesto izdanje tog festivala. 
Festival se održao u Dvorani sportova u Subotici 30. rujna 2011. U natjecateljskom dijelu sudjelovalo je 20 izvođača, od čega 5 debitanata, izvedeno je 16 kompozicija. Organizirala ga je Hrvatska glazbena udruga «Festival bunjevački pisama». Glavni organizator je bio Vojislav Temunović.
Festival su prenosili u Subotici i okolici, u Hrvatskoj i Bosni i Hercegovini. Prenosili su ga u Hrvatskoj Pitomi radio iz Pitomače i Radio Slatina, a u BiH Radio Kupres. Natjecateljski dio festivala izravno je prenosila Radio Subotica. Televizijski i internetski (www.k23tv.com )prijenos osigurala je kabelska televizija Ka 23. Internetski prijenos bio je i preko internetskog prijenosa radijskog programa Uredništva na hrvatskom jeziku Radio Subotice.
Stručno povjerenstvo je izabralo ove pjesme koje su bile na završnoj večeri:
Redoslijed izvođenja pjesama bio je: 
1. Volim salaš, bolim Bačku (Glazba: Zvonko Kuntić, Tekst: Vedran Kuntić, Aranžman: Branko Ivanković Radaković) - Izvodi: Darko Temunović 2. Zemljo moja (Glazba: Nela Skenderović, Tekst: Lajčo Perušić, Arr. Nela Skenderović) - Izvodi: duet Tamara Babić i Irena Kovačev, 3. Mala gostiona (Glazba: Vladislav Nađmićo, Tekst: Vladislav Nađmićo, Arr. Miron Sivč) - Izvodi: Boris Magoč, 4. Bunjevačka mati (Glazba:Marinko Žeravica, Tekst: Marinko Žeravica, Arr: Pere Ištvančić) - Izvodi: Klapa „Slavonika”, 5. Čim u bircuz (Glazba: Zvonko Markovinović, Tekst: Zvonko Markovinović, Arr. Svetozar Saša Kovačević) - Izvodi: Zvonko Markovinović, 6. Još je ljubim u snovima (Glazba: Antonio Berić, Tekst: Antonio Berić, Arr. Antun Adžić) - Izvodi: „Orljava bend”, 7. Lolo moja (Glazba: Vojislav Temunović, Tekst: Stipan Bašić Škaraba, Arr. Vojislav Temunović) - Izvodi: Bernadica Vojnić Mijatov i ŽTS „Korona”, 8. Hvala ti mladosti (Glazba:Vladislav Nađmićo, Tekst: Vladislav Nađmićo, Arr. Ante Crnković) - Izvodi: Ansambl „Bekrije”, 9. Snovi o ljubavi (Glazba: Miroslav Letović, Tekst: Josip Francišković, Arr. Miroslav Letović) - Izvodi: Tamara Štricki, 10. Ivana (Glazba: Petar Kuntić, Tekst: Lazar Francišković, Arr. Vojislav Temunović) - Izvodi: Vedran Kujundžić, 11. Djevojčin san (Glazba: Marjan Kiš, Tekst: Marjan Kiš, Arr: Stipan Jaramazović) - Izvodi: Kristina Vojnić Purčar, 12. Kada ljubav kaže zbogom (Glazba: Josip Francišković, Tekst: Josip Francišković, Arr. Miroslav Letović) - Izvodi: Ansambl „Ravnica”, 13. Vjerujem u ljubav (Glazba: Nedeljka Šarčević, Tekst: Nedeljka Šarčević, Arr. Nela Skenderović) - Izvodi: Lidija Horvat uz prateći vokal Tamara Kljaković, 14. Da si pored mene ti (Glazba: Nela Skenderović, Tekst: Nela Skenderović, Arr. Nela Skenderović) - Izvodi: Antonija Piuković; basprim solo: Branko Kutuzov, 15. Evo opet šorom vranci jure (Glazba: Tomislav Vukov, Tekst: Tomislav Vukov, Arr. Tomislav Vukov i Marinko Piuković) - Izvodi: Ansambl „Hajo”, 16. S Dunava vitar plače (Glazba: Vlado Smiljanić, Tekst: Ivo Fabijan, Arr. Ante Crnković) - Izvodi: Ante Crković.
Suci za najbolji tekst (do sada neobjavljen): Milovan Miković, Katarina Čeliković, Tomislav Žigmanov, Ivana Petrekanić Sič i profesorica Ljiljana Dulić. 
Stručni žiri za izbor najboljih skladbi, aranžmana, izvođača i debitanta: Veljko Valentin Škorvaga, Marijana Crnković, Marinko Rudić Vranić, Nataša Kostadinović i Đuro Parčetić.
Izvođače je pratio Festivalski tamburaški orkestar kojim je ravnala prof. Mira Temunović. 
Po ocjeni strukovnih sudaca za glazbu, pobijedila je pjesma: „Evo opet šorom vranci jure", (teksta Tomislav Vukov, aranžman skupa napravili Tomislav Vukov i Marinko Piuković). Pjesmu je izveo Ansambl „Hajo". Drugo mjesto osvojila je Nela Skenderović, autorica glazbe za pjesmu „Da si pored mene ti" koju je izvela Antonija Piuković. Treće mjesto osvojio je Miroslav Letović, autor glazbe za pjesmu „Snovi o ljubavi" koju je izvela Tamara Štricki (tekst: Josip Francišković, glazba i aranžman: Miroslav Letović).
Gasovima gledatelja u Dvorani sportova, poslanih SMS-om i putem telefona, za najbolju pjesmu izabrana je: „Lolo moja" (glazba: Vojislav Temunović, tekst: Stipan Bašić Škaraba, aranžman: Vojislav Temunović), izvođači Bernadica Vojnić Mijatov i Ženski tamburaši orkestar „Korona". 
Nagrada za najbolji do sada neobjavljeni tekst: Marjan Kiš za pjesmu „Djevojčin san".
Nagrada za najbolji aranžman: Miroslav Letović za pjesmu „Kada ljubav kaže zbogom".
Nagrada stručnog žirija za najbolju interpretaciju: Vedran Kujundžić za pjesmu „Ivana".
Nagrada za najboljeg debitanta: Bernadica Vojnić Mijatov i Ženski tamburaši orkestar „Korona", koji su izveli pjesmu „Lolo moja".